# 100% d'amour
 "100% d'amour", Canção do Luxemburgo no Festival Eurovisão da Canção 1984.
"100% d'amour" (português: "100% de amor) foi a canção que representou o Luxemburgo no Festival Eurovisão da Canção 1984, interpretada em francês pela cantora luxemburguesa Sophie Carle.
A canção tinha letra de Jean-Michel Beriat e Patricks James; música de Jean-Pierre Goussaud e foi orquestrada por Pascal Stive.
A canção é uma balada, com Carle pedindo que lhe seja concedida "100% de amor" para manter a sua sanidade no mundo moderno. Durante a sua atuação, Carle teve problemas em manter a harmonia da sua voz com os acompanhamentos de teclados e da bateria.
A canção luxemburguesa foi a segunda a ser interpretada na noite do festival, a seguir à canção sueca "Diggi-Loo Diggi-Ley", interpretada pelos Herreys e antes da canção francesa Autant d'amoureux que d'étoiles, interpretada por Annick Thoumazeau. Depois de concluída a votação, a canção luxemburguesa recebeu um total de 39 pontos, classificando-se em 10.º lugar (entre 19 países participantes).